# Bogusław Piechuta
Bogusław Piechuta (ur. 23 listopada 1946 w Stalowej Woli, zm. 8 września 2015) – działacz opozycyjny w PRL, gwardian Klasztoru Ojców Kapucynów w Krośnie, budowniczy Kaplicy i sali widowiskowej św. O. Pio w Krośnie.
Święcenia kapłańskie przyjął z rąk ks. bpa Piotra Bednarczyka 20 kwietnia 1971 w Sędziszowie Małopolskim.
W sierpniu 1982 decyzją swoich przełożonych został przeniesiony z parafii pw. św. Antoniego w Nowej Soli do Krosna. Wcześniej, w latach 1971–1972, pracował tu jako katecheta. Dzięki jego kazaniom i pomysłom klasztor w Krośnie stał się arką wolności dla opozycji. Tu organizował Duszpasterstwo Ludzi Pracy, Cywilizację Miłości, Msze za Ojczyznę i Dni Kultury Chrześcijańskiej oraz zapraszał znanych opozycyjnych działaczy i artystów i otaczał opieką osoby represjonowane i ich rodziny. W celu organizacji spotkań wybudował kaplicę wraz z salą widowiskową św. o. Pio. Razem z o. Józefem Ślebodą rozpoczął starania o uruchomienie Radia Krosno, co spotkało się z reakcją rzecznika rządu. Wydawał też gazetkę kościelną i pisał artykuły. Jego kazania ściągały wielu wiernych. Był represjonowany. W Krośnie, mimo nacisku SB w sprawie przeniesienia, przebywał przez dwie kadencje. Potem działał w Skomielnej i we Wrocławiu.